# Leucanella distincta
Leucanella distincta är en fjärilsart som beskrevs av Köhler 1935. Leucanella distincta ingår i släktet Leucanella och familjen påfågelsspinnare. Inga underarter finns listade i Catalogue of Life.